# Bi’er (köpinghuvudort i Kina, Hunan Sheng, lat 28,80, long 109,38)
Bi'er (kinesiska: 比耳, 比耳镇) är en köpinghuvudort i Kina. Den ligger i provinsen Hunan, i den södra delen av landet, omkring 360 kilometer väster om provinshuvudstaden Changsha. Antalet invånare är 13 898. Befolkningen består av 6 902 kvinnor och 6 996 män. Barn under 15 år utgör 18,0 %, vuxna 15-64 år 69 %, och äldre över 65 år 11,0 %.
Runt Bi'er är det ganska tätbefolkat, med 139 invånare per kvadratkilometer. Närmaste större samhälle är Liye, 8,8 km väster om Bi'er. I omgivningarna runt Bi'er växer i huvudsak blandskog.
Genomsnittlig årsnederbörd är 1 705 millimeter. Den regnigaste månaden är maj, med i genomsnitt 293 mm nederbörd, och den torraste är december, med 26 mm nederbörd.